# Brantville
Cet article possède des paronymes, voir Brant et Branville (homonymie).
Ne doit pas être confondu avec Branville.
Brantville est une collectivité du comté de Northumberland, au nord-est de la province canadienne du Nouveau-Brunswick. C'est un district de services locaux fusionné au Grand Tracadie-Sheila le 1er juillet 2014.

## Géographie
Le village comprend le hameau de Brantville, situé le long de la route 11, et Bayshore, situé un kilomètre à l'est, au bord de la baie de Tabusintac.
Brantville est généralement considérée comme faisant partie de l'Acadie.

### Géologie
Le sous-sol de Brantville est composé principalement de roches sédimentaires du groupe de Pictou datant du Pennsylvanien (entre 300 et 311 millions d'années).

## Toponymie

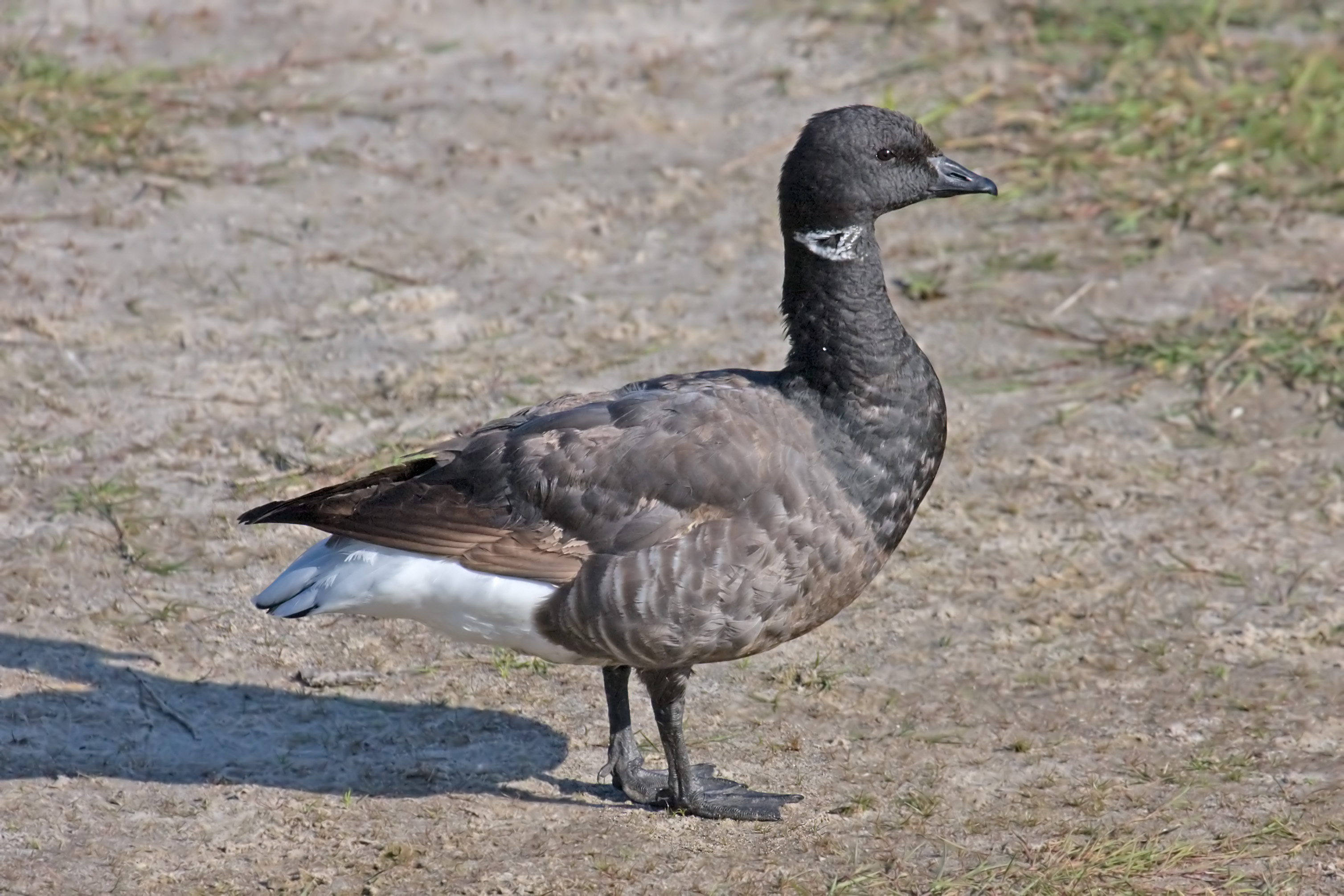
Une bernache cravant.

Brantville est nommé ainsi d'après la bernache cravant, brant goose en anglais, qui migre dans les environs aux mois de mai et octobre.

## Histoire
Brantville est situé dans le territoire historique des Micmacs, plus précisément dans le district de Sigenigteoag, qui comprend l'actuel côte Est du Nouveau-Brunswick, jusqu'à la baie de Fundy.
En 1825, le territoire est touché par les Grands feux de la Miramichi, qui dévastent entre 10 000 km2 et 20 000 km2 dans le centre et le nord-est de la province et tuent en tout plus de 280 personnes,.
Le champ de tir de Tracadie, d'une superficie de 18 000 hectares, est ouvert dans l'ouest de Brantville en 1939 et utilisé jusqu'en 1994. Le site est nettoyé et transféré au gouvernement provincial en 1997.
Brantville est l'une des localités organisatrices du IVe Congrès mondial acadien, en 2009.

## Démographie
D'après le recensement de Statistique Canada, il y avait 1008 habitants en 2006, comparativement à 1153 en 2001, soit une baisse de 12,6 %. Il y a 369 logements privés, dont 358 occupés par des résidents habituels. Le village a une superficie de 38,08 km2 et une densité de population de 26,5 habitants au kilomètre carré.
| 2001  | 2006  | 2011 |
| ----- | ----- | ---- |
| 1 153 | 1 008 | 966  |

## Économie
Brantville compte une succursale de la Caisse populaire de Néguac, membre d'UNI Coopération financière.

## Administration

### Comité consultatif
En tant que district de services locaux, Brantville est administré directement par le Ministère des Gouvernements locaux du Nouveau-Brunswick, secondé par un comité consultatif élu composé de cinq membres dont un président.

### Commission de services régionaux
Brantville fait partie de la Région 4, une commission de services régionaux (CSR) devant commencer officiellement ses activités le 1er janvier 2013. Contrairement aux municipalités, les DSL sont représentés au conseil par un nombre de représentants proportionnel à leur population et leur assiette fiscale. Ces représentants sont élus par les présidents des DSL mais sont nommés par le gouvernement s'il n'y a pas assez de présidents en fonction. Les services obligatoirement offerts par les CSR sont l'aménagement régional, l'aménagement local dans le cas des DSL, la gestion des déchets solides, la planification des mesures d'urgence ainsi que la collaboration en matière de services de police, la planification et le partage des coûts des infrastructures régionales de sport, de loisirs et de culture; d'autres services pourraient s'ajouter à cette liste.
Le 1er juillet 2014, Brantville rejoindra la nouvelle municipalité régionale du Grand Tracadie-Sheila. Cette constitution fait suite à un plébiscite tenu en décembre 2013. La nouvelle municipalité comprendra dix-neuf autres districts de services locaux ainsi que la ville de Tracadie-Sheila.

### Représentation
Nouveau-Brunswick: Brantville fait partie de la circonscription provinciale de Baie-de-Miramichi—Neguac, qui est représentée à l'Assemblée législative du Nouveau-Brunswick par Serge Robichaud, du Parti progressiste-conservateur. Il fut élu en 2010. Une partie du village, à l'ouest, est plutôt comprise dans la circonscription de Tracadie-Sheila, qui est représentée par Claude Landry, du Parti progressiste-conservateur. Il fut élu en 2006 et réélu en 2010.
 Canada: Brantville fait partie de la circonscription électorale fédérale de Miramichi, qui est représentée à la Chambre des communes du Canada par Tilly O'Neill-Gordon, du Parti conservateur. Elle fut élue lors de la 40e élection fédérale, en 2008.

### Fusion
La fusion de plusieurs localités de la région de Tracadie-Sheila, incluant Brantville, est proposée pour l'année 2012. Selon un article de L'Acadie nouvelle du 16 avril 2012, la majorité des habitants de Brantville s'opposeraient à ce projet et souhaiteraient que le DSL ne soit plus inclus dans le processus.

## Vivre à Brantville

### Éducation
L'école rurale Tabusintac accueille les élèves de la maternelle à la 8e année. C'est une école publique anglophone faisant partie du district scolaire #16. Le é lèves doivent poursuivre leurs études à Miramichi jusqu'en douzième année. Les établissements d'enseignement supérieurs anglophones les plus proches sont à Fredericton ou Miramichi.
Les élèves francophones bénéficient d'écoles à Rivière-du-Portage–Tracadie Beach et à Tracadie-Sheila. La ville de Shippagan compte le CCNB-Péninsule acadienne et un campus de l'Université de Moncton.
Il y a une bibliothèque publique à Tracadie-Sheila. Le bibliobus du Nord fait toutefois un arrêt à Tabusintac.

### Autres services publics
Il y a un comptoir postal à Brantville. Le détachement de la Gendarmerie royale du Canada le plus proche est situé à Néguac.
L'église Saint-Louis est une église catholique romaine faisant partie du diocèse de Bathurst. Une croix illuminée a été installée sur le clocher en 1982.
Les anglophones bénéficient du quotidien Telegraph-Journal, publié à Saint-Jean et de l'hebdomadaire Miramichi Leader, publié à Miramichi. Les francophones bénéficient quant à eux du quotidien L'Acadie nouvelle, publié à Caraquet, ainsi que de l'hebdomadaire L'Étoile, de Dieppe.

## Culture
Brantville est mentionné dans le recueil de poésie La terre tressée, de Claude Le Bouthillier.